# Šimun od Crépyja
Šimun od Crépyja (francuski Simon; o. 1047. – 1081.) bio je francuski plemić; grof Amiensa, Vexina i Valoisa. Poznat je i kao Šimun od Vexina i sveti Šimun. Bio je sin grofa Rudolfa IV. od Valoisa i Adele od Bar-sur-Aubea, brat Adele od Valoisa te je odgojen na dvoru Vilima Normanskog, koji je postao kralj Engleske. Vilim je htio oženiti Šimuna svojom kćerju Adelom, ali je za to bila potrebna posebna dozvola zbog bliskog srodstva.
Šimun je otišao u Rim kako bi se susreo s papom Grgurom VII., koji je ubrzo dogovorio savez između Šimuna i kralja Filipa I. Francuskog. Oko 1075., Šimun se oženio kćerju grofa od Auvergnea, ali su oboje kasnije ušli u samostane, postavši redovnik i redovnica. Valois je tako postao vlasništvo Šimunovog šogora, Herberta IV. od Vermandoisa, dok je Amiens prešao u ruke Filipu. Šimun je otišao u Svetu Zemlju te je umro u Rimu.
|  | Portal Francuske – Pristup člancima s tematikom o Francuskoj. |